# Nuit d'horreur
Pour plus de détails, voir Fiche technique et Distribution.
Nuit d'horreur (Nächte des Grauens) est un film allemand muet réalisé par Arthur Robison et Richard Oswald, sorti en 1917.
Il est parfois considéré à tort comme le premier film de vampires de l'histoire du cinéma (Le Manoir du diable de Méliès (1896) met déjà en scène Méphistophélès).

## Synopsis
Un artiste extrêmement jaloux, qui se glisse dans un costume de singe, tue tous les hommes qui s'approchent de trop près de sa femme, elle aussi artiste.

## Fiche technique
- Titre original : Nächte des Grauens
- Titre français : Nuit d'horreur ; La Nuit d'horreur
- Titre international : A Night of Horror
- Réalisation : Arthur Robison et Richard Oswald (non crédité)
- Production : Lu Synd
- Sociétés de production : Lu Synd-Film
- Pays d'origine :  Empire allemand
- Format : Noir et blanc - 35 mm - 1,33:1 - Muet
- Dates de sortie :
  - Empire allemand : 9 février 1917[4]

## Distribution
- Emil Jannings
- Werner Krauss
- Laurence Köhler
- Hans Mierendorff
- Ossi Oswalda
- Lupu Pick
- Lu Synd